# Mahendragarh (distrikt)
Mahendragarh är ett distrikt i Indien.   Det ligger i delstaten Haryana, i den norra delen av landet, 110 km väster om huvudstaden New Delhi. Antalet invånare är 922 088.
Följande samhällen finns i Mahendragarh:
- Nārnaul
- Mahendragarh
- Kanīna Khās
- Ateli Mandi